# Джордже Симион
Джордже Николае Симион (на румънски: George Nicolae Simion) е румънски политик и държавник, член на Палатата на депутатите (долната камара на румънския парламент) от 2020 г. Кандидат за президент на Румъния в изборите през 2024 г.
Симион дебютира в политиката през 2019 г., след като обявява намерението си да участва като независим кандидат в изборите за Европейски парламент от Румъния на 26 май 2019 г. Симион заявява, че ще се бори за правата на румънските малцинства в Украйна, Сърбия и други страни, както и за защита правата на румънските граждани, работещи в страните от Европейския съюз. Обявява се срещу масовото изсичане на горите в Румъния и изнасянето на дървения материал от страната. Обявява се за изграждането на магистрали, свързващи Молдова и Румъния.
На 19 септември 2019 г. Симион обявява учредяването на политическата партия „Алианс за обединението на румънците“. Симион е избран за един от двамата съпредседатели на партията, заедно с Клаудиу Тързиу. Популярността на партията расте значително и тя получава 9% от гласовете на парламентарните избори през 2020 г., превръщайки се в четвъртата по големина партия в Румъния, въпреки че е основана преди малко повече от година. Партията се радва на висока подкрепа сред румънската диаспора. От 27 март 2022 г. Симион е единствен председател на партията.